# Schattenkind
"Als Schattenkinder werden häufig die Geschwister von chronisch erkrankten Kindern bezeichnet, weil die Eltern häufig vergleichsweise weniger Aufmerksamkeit auf sie richten können und weil die Geschwister darüber hinaus möglicherweise in die Betreuung des erkrankten Kindes eingebunden sind (und dies als belastend empfinden)."
Die Thematik wurde im Spielfilm Bloch: Schattenkind verarbeitet.